# Playa de Pedregalejo
La playa de Pedregalejo es una playa del distrito Este de la ciudad de Málaga, en Andalucía, España. Se trata de una playa urbana de arena oscura situada en el litoral oriental de la ciudad, entre los Baños del Carmen y la playa de El Palo. Tiene unos 1.200 metros de longitud y unos 20 metros de anchura media y está protegida por escolleras de piedra que conforman seis pequeñas calas. Es una playa muy frecuentada que cuenta con toda clase de servicios.
En esta playa tienen su base el Club Deportivo la Barcaza y la Asociación de Remo y Pala Pedregalejo, equipos participantes en la liga de jábegas.